# مويزيس ليما ماغاليايش
مويزيس ليما ماغاليايش (بالبرتغالية: Moisés Lima Magalhães) (من مواليد 17 مارس 1988)، المعروف ببساطة باسم مويزيس، لاعب كرة قدم برازيلي يلعب مع بالميراس كلاعب وسط.

## وصلات خارجية
- مويزيس ليما ماغاليايش على موقع قاعدة بيانات كرة القدم.إي يو (الإنجليزية)
- مويزيس ليما ماغاليايش على موقع Soccerway.com (الإنجليزية)
- مويزيس ليما ماغاليايش على موقع AS.com (الإسبانية)

- Moisés  على سكروي